# Cnemidophorus littoralis
Cnemidophorus littoralis är en ödleart som beskrevs av  Rocha et al. 2000. Cnemidophorus littoralis ingår i släktet Cnemidophorus och familjen tejuödlor. Inga underarter finns listade i Catalogue of Life.